# Empoli
Empoli est une ville italienne de 47 679 habitants de la ville métropolitaine de Florence en Toscane.

## Géographie
Empoli est située à une vingtaine de kilomètres au sud-ouest de Florence. Elle se trouve dans une plaine utilisée pour l'agriculture depuis l'époque romaine. Empoli se trouve sur le carrefour ferroviaire de la ligne reliant Florence à Pise avec la ligne qui mène à Sienne.
Empoli a une longue tradition agricole, et a donné son nom à une variété locale d'artichaut, l'empolese. Empoli est également connue pour être la cité du verre. Un Musée du centre-ville est consacré à l'histoire du verre.

## Histoire
La localité conserve des traces d'une occupation au paléolithique, et d'une installation du tout début de l'empire romain
Elle figure sur la Table de Peutinger.
Dès le VIIIe siècle, un lieu fortifié se nomme Emporium ou Empolis. Il passe en 1119 à la Famille Guidi. En 1182, Florence s'en empare.
Après la bataille de Montaperti (1260), le gibelin Farinata degli Uberti, lors de la Diète d'Empoli, s'oppose à la volonté de destruction de la capitale de la République florentine.
Devenue une importante forteresse, elle subit régulièrement des attaques jusque vers 1530, avec le renversement de la République florentine, et l'établissement du Duché de Florence. La Paix des Dames met fin à la Septième guerre d'Italie (1526-1529), entre Charles Quint et François Ier (roi de France).
En 1943-1944, la localité est un lieu d'affrontements.

### La Collégiale de Saint-André

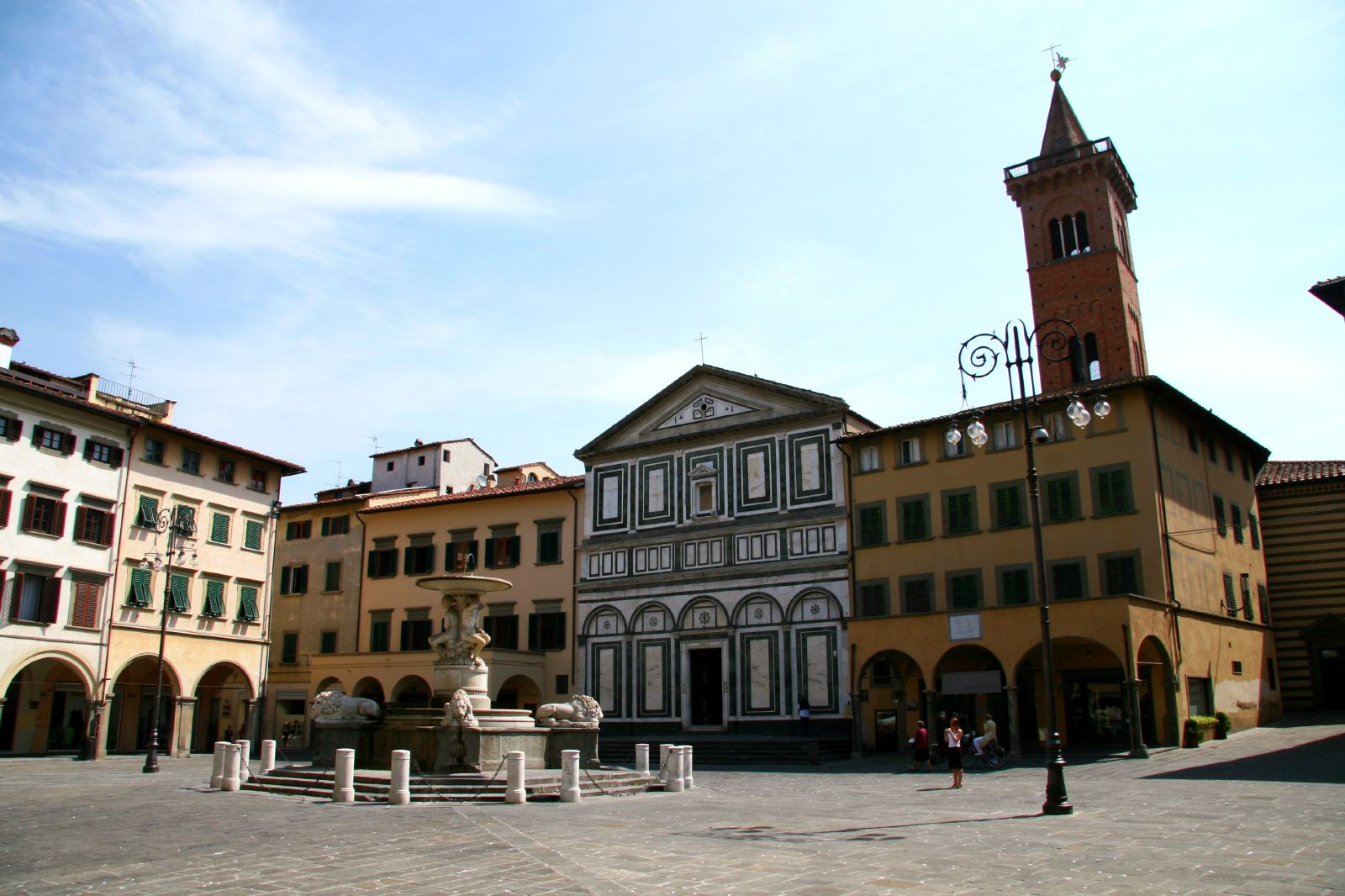
Place Piazza Farinata degli Ubertiautour de la collégiale Saint-André.

L'église a été fondée au milieu du Ve et au Xe siècle elle faisait partie du diocèse de Florence.
En 1119, les habitants eurent le droit de construire leurs maisons autour de l'église et de les entourer de murs défensifs. C'est la naissance de la ville.
Dans la première moitié du XIVe siècle ont été fondées plusieurs congrégations laïques qui ont créé diverses aumôneries appartenant à des familles riches d'origine florentine. Au cours du XIVe siècle l'église a changé de physionomie : la nef a été allongée, un transept a été construit et les chapelles étirées. 
En 1443 a été fondée la Société de Saint-André, responsable de l'entretien de l'église. Au XVe siècle, grâce à la générosité de la famille Giachini, un couloir a été construit pour relier le baptistère de l'église et le cloître. 
En 1531 l'église a été promue et prend le titre de Collegiata di Sant'Andrea (it)
La Confrérie de la Croix a commandé une Déposition de croix au peintre Lodovico Cigoli pour le maître autel de l'oratoire. Ce tableau fut installé en 1608 (huile sur bois, 321 × 206 cm). Il est aujourd'hui conservé à la galerie Palatine du Palais Pitti à Florence. La toile Mort de saint Joseph (Il transito di San Giuseppe) de Giuseppe Romei a été entièrement restaurée en 2016.

## Économie
Le marché à Empoli a lieu tous les jeudis dans les alentours du stade.
L'économie locale est principalement liée à des entreprises telles que Acque, le producteur de glaces Sammontana ou encore le laboratoire Ecomedica.

## Culture
On peut y voir des peintures de la Première Renaissance :
- par Masolino da Panicale :
  - Madone et deux anges[4], fresque, 1424, église San Stefano, couvent des Augustins
  - Pieta, 1424, musée diocésain
- par Francesco Botticini :
  - Annonciation[5], v. 1480, Collegiata di Sant'Andrea
  - Anges jouant d'instruments de musique (tambourin, triangle, biniou...) lui sont attribués, v. 1480, tempera sur bois, 121 × 36 cm, collection Romagnoli, Museo della Collegiata di Sant' Andrea

Empoli est la ville natale du grand musicien, pianiste, compositeur, professeur et chef d'orchestre Dante Michelangelo Benvenuto Ferruccio Busoni, dit Ferruccio Busoni(Empoli, 1er avril 1866- Berlin, 27 juillet 1924).
C'est la collégiale Saint André d'Empoli qui sert de cadre au massacre des habitants regroupés dans l'église de San Martino dans le film des frères Taviani La Nuit de San Lorenzo, évoquant celui de la cathédrale de San Miniato en juillet 1944.

## Sports
- Empoli Football Club est en série A.

## Administration
| Période                                  | Période  | Identité         | Étiquette | Qualité |
| ---------------------------------------- | -------- | ---------------- | --------- | ------- |
| 2004                                     | 2014     | Luciana Cappelli | DS        |         |
| 2014                                     | en cours | Brenda Barnini   | PD        |         |
| Les données manquantes sont à compléter. |          |                  |           |         |

### Hameaux
Marcignana, Pagnana, Avane, Pontorme, Corniola, Monterappoli, Fontanella, Ponte a Elsa, Pozzale

### Communes limitrophes
Capraia e Limite, Castelfiorentino, Cerreto Guidi, Montelupo Fiorentino, Montespertoli, San Miniato, Vinci

## Personnalités nées à Empoli
- Pontormo, peintre (Pontorme, proche de Empoli, 1494 - Florence, 1557).
- Ferruccio Busoni ou  Dante Michelangelo Benvenuto Ferruccio Busoni, compositeur, pianiste, professeur et chef d'orchestre (Empoli, 1866 - Berlin, 1924).
- Marcello Bartalini (1962-), coureur cycliste, champion olympique.
- Alberto Julio Tommi , ne a Empoli peintre populaire a Florence 1940. ( 1917-1959) Peintre  époux de Suzanne Guité peinture sculpture .
- Canada, Québec, Percé. Fondateur du centre d'art de Percé
- Fabrizio Ficini (1973-), footballeur.
- Giovanni Marchetti (1753-1829), archevêque, écrivain et érudit.